# Eugenio Lamanna
Eugenio Lamanna (* 7. August 1989 in Como) ist ein italienischer Fußballspieler. Der Torhüter steht aktuell bei der Calcio Lecco unter Vertrag.

## Karriere
Lamanna begann seine Laufbahn in der Jugend von Como Calcio. Ab 2006 stand er zeitweise im Kader der Profimannschaft, kam jedoch nicht zum Einsatz. In der Saison 2007/08 wurde er jedoch Stammspieler bei Como und kam in seiner ersten vollständigen Profisaison auf 23 Einsätze für Como. Durch seine Leistungen wurde der Erstligist CFC Genua auf ihn aufmerksam und verpflichtete ihn zur Spielzeit 2008/09. In dieser kam er jedoch nicht zum Einsatz und saß bei lediglich neun Ligaspielen auf der Bank. Um ihn in seiner Entwicklung zu fördern, verlieh man Lamanna für zwei Jahre an die AS Gubbio 1910. Mit dieser konnte er bei 34 Einsätzen in der Saison 2009/10 den Aufstieg in die Lega Pro Prima Divisione feiern. In der Folgesaison gelang der Durchmarsch in die Serie B, wobei Lamanna in 29 Partien eingesetzt wurde.
Auch für die Spielzeit 2011/12 wurde Lamanna verliehen, diesmal an die AS Bari. Nach der Saison, in der er 42 Spiele absolvierte, entschied man sich, das Leihgeschäft um ein weiteres Jahr zu verlängern. Auch in der Spielzeit 2012/13 war Lamanna Stammspieler Baris. Nachdem jedoch mit Mattia Perin ein verheißungsvolles Eigengewächs von seiner Leihe bei Delfino Pescara 1936, für die er gute Leistungen zeigte, zurückkehrte, entschied man sich Lamanna zu verkaufen und transferierte ihn an die AC Siena, die aus der Serie A abgestiegen war. Lamanna etablierte sich sofort als Stammtorwart und kam in der Spielzeit 2013/14 in 39 Partien zum Einsatz. Da der Verein sich jedoch aus finanziellen Gründen im Sommer 2014 auflöste, war Lamanna ablösefrei auf dem Markt. Aus diesem Grund nahm in der CFC Genua erneut unter Vertrag.
Nach vier weiteren Jahren in Genua wechselte der Spieler im Juli 2018 zu Spezia Calcio. Dort verbrachte er nur ein Jahr, bevor er sich der AC Monza anschloss. Mit Monza schaffte er den Aufstieg von der Serie C bis zur Serie A. Dabei verlor er allerdings bereits ab Ende 2020 seinen Stammplatz im Tor an den Neuzugang Michele Di Gregorio und war in der folgenden Zeit nur noch der Ersatztorhüter.
Ende Januar 2024 wechselte er zu Aufsteiger Calcio Lecco in die Serie B.

## Erfolge
- Aufstieg in die Lega Pro Prima Divisione: 2009/10
- Aufstieg in die Serie B: 2010/11, 2019/20
- Aufstieg in die Serie A: 2021/22